# William F. Donoghue Jr.
 (novembre 2023).
Pour les articles homonymes, voir Donoghue.
William Francis Donoghue Jr., né le 7 septembre 1921 et mort le 4 avril 2002 à Irvine, en Californie, est un mathématicien américain spécialisé dans l'analyse.

## Biographie
Donoghue obtient en 1951 son doctorat à l'Université du Wisconsin-Madison. Sa thèse The Bounded Closure of Locally Convex Spaces est rédigée sous la direction de William Frederick Eberlein. Donoghue est enseignant-chercheur à l'Université du Kansas, à l'Université de New York et à la Michigan State University, avant de devenir en 1965 professeur à l'Université de Californie à Irvine.
Pendant l'année universitaire 1958-1959, il reçoit la bourse Guggenheim. Pendant quatre mois en 1962, il est professeur invité à l'Université de Paris. Il passe l'année universitaire 1972-1973 en congé sabbatique à l'Université de Lund
Le 26 janvier 1974, il épouse Grace Koo à Orange County, en Californie.

## Sélection de publications

### Articles
- Donoghue et Smith, « On the Symmetry and Bounded Closure of Locally Convex Spaces », Transactions of the American Mathematical Society, vol. 73, no 2,‎ 1952, p. 321 (DOI 10.2307/1990672, JSTOR 1990672)
- William F. Donoghue, Jr., « The lattice of invariant subspaces of a completely continuous quasi-nilpotent transformation », Pacific Journal of Mathematics, vol. 7, no 2,‎ 1957, p. 1031–1035 (DOI 10.2140/pjm.1957.7.1031, lire en ligne)
- « On the numerical range of a bounded operator », The Michigan Mathematical Journal, vol. 4, no 3,‎ 1957, p. 261–263 (DOI 10.1307/mmj/1028997958)
- John L. Kelley, Isaac Namioka, W. F. Donoghue, Kenneth R. Lucas, Pettis, Poulsen, Price, Robertson et Scott, Linear Topological Spaces, vol. 36, coll. « Graduate Texts in Mathematics », 1963, 26–82 p. (ISBN 978-3-662-41768-3, DOI 10.1007/978-3-662-41914-4_2)
- « On a problem of Nieminen », Publications Mathématiques de l'IHÉS, vol. 16,‎ 1963, p. 31–33 (DOI 10.1007/BF02684290, S2CID 123148716, lire en ligne)
- « On the perturbation of spectra », Communications on Pure and Applied Mathematics, vol. 18, no 4,‎ 1965, p. 559–579 (DOI 10.1002/cpa.3160180402)
- « On the lifting property », Proceedings of the American Mathematical Society, vol. 16, no 5,‎ 1965, p. 913–914 (ISSN 0002-9939, DOI 10.1090/S0002-9939-1965-0208353-3)
- « The theorems of Loewner and Pick », Israel Journal of Mathematics, vol. 4, no 3,‎ 1966, p. 153–170 (DOI 10.1007/BF02760074)
- « The interpolation of quadratic norms », Acta Mathematica, vol. 118,‎ 1967, p. 251–270 (DOI 10.1007/BF02392483, lire en ligne)
- « Monotone operator functions on arbitrary sets », Proceedings of the American Mathematical Society, vol. 78,‎ 1980, p. 93–96 (DOI 10.1090/S0002-9939-1980-0548091-9)
- « Reproducing Kernel Spaces and Analytic Continuation », The Rocky Mountain Journal of Mathematics, vol. 10, no 1,‎ 1980, p. 85–97 (DOI 10.1216/RMJ-1980-10-1-85, JSTOR 44236514)

### Livres
- Distributions and Fourier Transforms, Academic Press, 2014 (ISBN 9780080873442, lire en ligne)[3]
- Monotone Matrix Functions and Analytic Continuation, vol. 207, Springer, coll. « Grundlehren der mathematischen Wissenschaften », 6 décembre 2012 (ISBN 9783642657559, lire en ligne)